# 草莓筆螺
草莓筆螺（学名：Nebularia fraga）为筆螺科圓筆螺屬下的一个种。